# Black Devon
Black Devon är ett vattendrag i Storbritannien.   Det ligger i riksdelen Skottland, i den centrala delen av landet, 600 km norr om huvudstaden London.